# さいたま市立植竹小学校
さいたま市立植竹小学校（さいたましりつ うえたけしょうがっこう）は、埼玉県さいたま市北区にある公立小学校。

## 沿革
- 1951年（昭和26年）
  - 4月1日 - 大宮市立植竹小学校として創立。
  - 11月27日 - 開校記念祝賀式。この日が開校記念日と定められる。
- 1956年（昭和31年）4月1日 - 大宮市立東大成小学校を校区分離。
- 1959年（昭和34年） - 校歌制定。（作詞：大木実、作曲：中田喜直）
- 1960年（昭和35年） - 校旗制定。
- 1963年（昭和38年） - 特殊学級設置。
- 1966年（昭和41年） - プール設置。
- 1978年（昭和53年） - 体育館完成。
- 1979年（昭和54年） - 心身障害児理解推進校指定。
- 2001年（平成13年）4月1日 - 浦和市・与野市との合併により、現校名へ改称。

## 交通アクセス
- JR宇都宮線（東北本線）「土呂駅」西口より徒歩10分。